# Вероника Картрајт
Вероника Картрајт (енгл. Veronica Cartwright; рођена 20. априла 1949. у Бристолу, Енглеска) је британско-америчка глумица. Појављивала се у бројним хорор филмовима, због чега је стекла статус „краљице вриска”. Најпознатија је по улози Џоан Ламберт у научнофантастичном хорору Ридлија Скота Осми путник (1979). Том приликом добила је Награду Сатурн за најбољу споредну женску улогу.
Поред Осмог путника позната је и по Птицама (1963) Алфреда Хичкока, као и споредним улогама у филмовима Инвазија трећих бића (1978), Вештице из Иствика (1987), Кендимен 2: Опроштај од меса (1995), Мрак филм 2 (2001) и Инвазија (2007).
У периоду 1997—1999 глумила је у ТВ серијама Ургентни центар и Досије икс и том приликом је три пута била номинована за Награду Еми за ударне термине у категорији најбоље гостујуће глумице у телевизијској драми.

## Приватни живот
Картрајт је рођена у Бристолу. Убрзо након рођена њене млађе сестре, Анџеле, која је такође постала глумица, преселила се са породицом у Лос Анђелес, где је одрасла.
Удавала се три пута. Први пут 1968. са Ричардом Гејтсом, од кога се развела 4 године касније. Други пут 1976. са Стенлијем Голдстејном, од кога се такође развела након 4 године. Трећи брак био је са телевизијским глумцем Ричардом Комптоном, за кога се удала 1982. Са њим има сина Дакоту Комптона. Ричард је преминуо 2007. након чега се Вероника више није удавала.

## Каријера
Каријеру је започела као дечија глумица у филму У љубави и рату. Убрзо су уследиле улоге у ТВ серији Алфреда Хичкока и у Зони сумрака. Обновила је сарадњу са Хичкоком на његовом култном хорору Птице из 1963.
Крајем 1970-их њена каријера почиње знатно да напредује. Тумачила је лик Ненси Беличек, једине преживеле у филму Инвазија трећих бића, а затим је добила улогу Џоан Ламберт у Осмом путнику. Према првобитном плану, Картрајт је требало да тумачи Елен Рипли (главну улогу), али је редитељ Ридли Скот неколико дана пре почетка снимања, заменио њену улогу са Сигорни Вивер. Филм је остварио огроман успех, а Картрајт је добила Награду Сатурн за најбољу споредну женску улогу.
Током 1980-их најзначајније улоге су јој у филмовима Навигаторов лет и Вештице из Иствика, са Шер и Џеком Николсоном у главним улогама. За Вештице из Иствика била је поново номинована за Награду Сатурн за најбољу споредну женску улогу, али овог пута није успела да је освоји.
У периоду 1990-их, 2000-их и 2010-их појављивала се бројним ТВ серијама, међу којима се издвајају Ургентни центар и Досије икс.

## Филмографија
| Улоге Вероника Картрајт |                                          |               |                         | |
| Година                  | Српски назив                             | Изворни назив | Улога                   | Напомена |
| 1958.                   | У љубави и рату                          |               | Али О'Нил               | прва улога |
| 1960—1961.              | Алфред Хичкок представља                 |               | Џуди Дејвидсон          | ТВ серија |
| 1961.                   | Дечји сат                                |               | Розали Велс             | |
| 1962.                   | Зона сумрака                             |               | Ен Роџерс               | ТВ серија |
| 1963.                   | Птице                                    |               | Кети Бренер             | |
| 1963.                   | Спенсерове планине                       |               | Беки Спенсер            | |
| 1978.                   | Инвазија трећих бића                     |               | Ненси Беличек           | |
| 1979.                   | Осми путник                              |               | Џоан Ламберт            | Награда Сатурн за најбољу споредну женску улогу |
| 1983.                   | Пут у космос                             |               | Бети Грисом             | |
| 1986.                   | Навигаторов лет                          |               | Хелен Фриман            | |
| 1986.                   | Осми путник 2                            |               | Џоан Ламберт            | фотографија |
| 1987.                   | Вештице из Иствика                       |               | Фелисија Алден          | Награда Сатурн за најбољу споредну женску улогу (ном)                                                                                                   |
| 1987.                   | Пороци Мајамија                          |               | дама у друштву          | ТВ серија |
| 1989.                   | Чувари плаже                             |               | госпођа Харис           | ТВ серија |
| 1994.                   | Брзина                                   |               | госпођа са торбом       | |
| 1995.                   | Кендимен 2: Опроштај од меса             |               | Октавија Тарент         | |
| 1997.                   | Ургентни центар                          |               | Норма Хјустон           | ТВ серија Награда Еми за ударне термине за најбољу гостујућу глумицу (ном)                                                                              |
| 1998—1999.              | Досије икс                               |               | Касандра Спендер        | ТВ серија Награда Еми за ударне термине за најбољу гостујућу глумицу (ном, 1998) Награда Еми за ударне термине за најбољу гостујућу глумицу (ном, 1999) |
| 1999.                   | Вил и Грејс                              |               | Џудит Мекфарланд        | ТВ серија |
| 2001.                   | Мрак филм 2                              |               | госпођа Ворхис          | |
| 2004.                   | Не верујем да си то ти                   |               | газдарица               | |
| 2004.                   | Др Вегас                                 |               | Евелин                  | ТВ серија |
| 2004.                   | Кинси                                    |               | Сара Кинси              | |
| 2005.                   | Ред и закон: Одељење за специјалне жртве |               | Вирџинија Кенисон       | ТВ серија |
| 2005.                   | Режи ме                                  |               | мајка Мери Клер         | ТВ серија |
| 2006.                   | Бостонски адвокати                       |               | судија Пеги Зедер       | ТВ серија |
| 2006.                   | Злочини из прошлости                     |               | Мери Рајан              | ТВ серија |
| 2006.                   | Седмо небо                               |               | госпођа Фицхенри        | ТВ серија |
| 2006.                   | Место злочина: Лас Вегас                 |               | Дајана Чејс             | ТВ серија |
| 2007.                   | Инвазија                                 |               | Венди Ленк              | |
| 2012.                   | Освета                                   |               | судија Елизабет Блеквел | ТВ серија |
| 2014.                   | Град који се ужасавао заласка сунца      |               | Лилијан                 | |
| 2016.                   | Кућа Бука                                |               | Су                      | ТВ серија |
| 2016.                   | Злочиначки умови                         |               | Флора Мартин            | ТВ серија |
| 2018.                   | Досије икс                               |               | Флора Мартин            | ТВ серија |
| 2018.                   | Ловци на натприродно                     |               | Лили Сандер             | ТВ серија |